# Supporters du Football Club Sochaux-Montbéliard
Dernière mise à jour : 24 janvier 2025.
Les supporters du FC Sochaux-Montbéliard encouragent et soutiennent le club de football français du FC Sochaux-Montbéliard. Le club compte différentes associations de supporters sur lesquelles il peut s'appuyer. Il est le seul club professionnel de Franche-Comté. Son titre de champion de France, ses victoires de coupe de France et coupe de la Ligue ainsi que ses parcours européens lui confèrent une notoriété nationale. En Franche-Comté, le FCSM est pour beaucoup considéré comme une institution.

## Historique
L'histoire des supporters est liée à celle du club et des performances sportives.

### Défiance sans précédent envers la direction (depuis 2015)
Depuis la vente du FCSM par Peugeot aux propriétaires chinois de Tech Pro en 2015, les supporters sochaliens expriment publiquement leur inquiétude face à la gestion du club, qui est régulièrement sanctionné par la DNCG, le gendarme financier du football français, depuis 2015. Face à une situation extra-sportive, où le club atteint le bord d'une faillite, les supporters sochaliens décident de monter le projet Sociochaux dans l’optique de réunir les soutiens les plus fervents du club, et de réunir autour d’une même table passionnés, collectivités et repreneurs potentiels.

### Affluences
Les affluences au Stade Bonal sont assez stables.
Durant les années 2000, la barre des 10 000 spectateurs de moyenne est franchie, avant de repasser sous ce seuil à compter de la relégation du club en Ligue 2 en 2014.

### Associations de supporters
Le club compte plusieurs associations de supporters, qui le soutiennent pour les matchs à domicile au stade Bonal, et à l'extérieur.

### Tribune Nord Sochaux
Cette association de supporters est un groupe dit ultra, créée lors de la descente du club en Ligue 2. Ce groupe de supporters est situé dans la tribune Populaire - Nord Bloc C du stade Bonal. Il s'agit du principal groupe de supporters du club. Durant la saison 2017-2018, diverses actions sont menées envers la direction du club, en l'appelant à démissionner.
La TNS travaille de concert avec l'Association nationale des supporters, dont elle est membre afin de participer à l'expérimentation des tribunes debout au stade Bonal, en 2017.
Le groupe avait interrompu officiellement ses activités début juillet 2018, mécontent de la décision du propriétaire Wing Sang Li de confier la gestion globale du club au groupe espagnol Baskonia Alavès,. En 2023 le groupe compte environ 600 ultras une demande a été faite au club pour s’agrandir sur les deux tribune à gauche et à droite.

### Joyriders Sochaux
Les Joyriders Sochaux 1996 constituent le principal groupe ultra du stade Bonal jusqu'en 2012. Ils étaient situés au second niveau de la tribune Nord. Le groupe est en sommeil depuis 2012 et n'organise plus aucune animation en son nom, notamment en raison de la fermeture du second anneau du stade à la suite de la relégation sportive du club, et de la diminution des affluences qui permettaient l'ouverture de celui-ci. De nombreux membres ont rejoint La Tribune Nord Sochaux,,. Les premiers ultras apparaissent à Sochaux en 1992. Quatre ans plus tard, en raison de divergences, une poignée de supporters prend ses distances des ultras sochaliens pour constituer leur propre mouvement, qu'ils appellent Joyriders Sochaux 1996.

### Supporter club du FCSM
Cette association loi de 1901 de supporters est née en 1933, et compte près de 1 500 membres dans les années 1970. Affiliée à la Fédération des Associations de Supporters du Football français, elle-même agréée par le ministère de la Jeunesse et des Sports, reconnue par la LFP et la FFF. Les deux chartes (Supporter et adhésion d'un club de supporters) figurent dans le guide officiel de la LFP. Elle organise aussi les déplacements à l'extérieur. Le groupe prend place en tribune Sud du stade Bonal. Il s'agit de la plus ancienne association de supporters de France,.

### Les Parigots de Sochaux
Fondée en 2013, cette association a pour but de réunir les fans du FCSM expatriés sur Paris et l'Île-de-France. Elle compte aujourd'hui une soixantaine de membres et organise régulièrement des déplacements groupés depuis Paris.
La section, initialement membre du supporter club, s'est séparée de ce dernier au début de la saison 2022-2023. Elle est désormais une association loi de 1901 indépendante.

### Sociochaux
Ce collectif se constitue en association loi de 1901 à but non-lucratif, ouverte à tous, en 2019. « Le FCSM est à la croisée de son histoire. Nous refusons de rester spectateurs du désastre et nous sommes persuadés que le FCSM a la capacité de se réinventer et d’assurer son avenir en prenant appui sur les forces vives de son territoire, le dynamisme de ses entreprises, la passion de ses supporters », indique le collectif dans son communiqué. Cette association s'est constituée dans le but de proposer un projet alternatif de rachat du club dans l'éventualité où une liquidation judiciaire du club est prononcée, à l'instar de son voisin du RC Strasbourg quelques années auparavant. Durant l'été 2023 alors que le club traverse la plus grande crise de son histoire, l'association parvient à faire une levée de fonds de près de 800 000 € via une grande campagne de dons et d'adhésion au modèle des « socios » en échange d'une implication dans les instances dirigeantes du club, elle devient alors un acteur majeur du sauvetage du club alors menacé par le dépôt de bilan. Depuis l’association poursuit ses activités et joue un rôle actif dans la promotion du FCSM et propose diverses initiatives (fresques, bières des socios, fête du football, etc.).

### Autres groupes de supporters
D'autres groupes et associations de supporters, moins nombreuses, soutiennent le FCSM. Les IDS68 Lions d'Alsace 2003 sont les indépendantistes Lions d'Alsace du secteur 68 à Bonal, et rassemble les supporters francs-comtois en Alsace du club. Les Lions d'Alsace se sont séparés du Supporter club le 8 juin 2007 à la suite de la demande des membres et de son bureau et devient alors indépendante depuis décembre 2011. Les Boys 07, groupe fondé en 2007 se trouvant en tribune populaire sud secteur 119.

## Rivalités
Une rivalité entre les supporters Sochaliens et Strasbourgeois existe, en raison de leur proximité, à l'Est de la France.